# 해양무인전력사령부
해양무인전력사령부는 저출산으로 줄어드는 가용 전력의 공백을 메꾸기 위해 유인함선에 무인 수상정, 무인 잠수정, 무인 항공기를 포함하는 무인기를 운용하기 위한 대한민국 해군의 작전 사령부이다. 부대에서 도입할 완전한 인공지능가 아닌 장병들에 통제받는 유무인 복합체계를 기반으로 운용하게 된다.
우선 사령부의 모체부대가 될 해양무인체계발전전대와 기본전력부대인 무인수상정대와 무인항공기대대로 시작하여 만들고, 무인전력에 대한 개발연구를 마친 후에 해양무인전력사령부를 창설할 예정이다. 연구를 마치면, 사령부는 무인수상함전대, 무인잠수정전대, 무인항공기전대를 편성하여 모두 창설하게 되며, 해군본부는 작전 지휘부를 만드므로서 해상 기반 기동형 3축 체계을 구축할 수 있게 될 것으로 예측하고 있다.

## 같이 보기
- 드론작전사령부
- 공군공중기동정찰사령부

## 참고
1. ↑  임보라 (2022년 10월 22일). “해군, 해양무인전력사령부 창설···해병대 독립 검토” (보도 자료). 2023년 6월 25일에 확인함.